# Бернард Пейджет
Бернард Пейджет (англ. Bernard Paget; 15 вересня 1887, Оксфорд — 16 лютого 1961, Пітерсфілд) — британський воєначальник, генерал британської армії. Учасник Першої та Другої світових воєн. У Першій світовій бився в лавах піхоти на Західному фронті, чотири рази відзначений у наказах і та був п'ять разів поранений. За часи Другої світової командував 18-ю піхотною дивізією, Південно-Східним командуванням, Силами Метрополії, 21-ю групою армій (1943-1944), очолював Середньосхідне командування британської армії з січня 1944 до жовтня 1946 року.

## Біографія
Військова кар'єра
- 13 листопада 1907 — другий лейтенант
- 1910 — лейтенант
- 10 червня 1915 — капітан
- 1924 — майор
- 1 липня 1925 — підполковник
- 1 квітня 1934 — полковник
- 24 лютого 1937 — бригадний генерал
- 22 січня 1938 — майор-генерал
- 5 вересня 1941 — лейтенант-генерал
- 5 травня 1943 — генерал

Бернард Чарльз Толвер Пейджет народився 15 вересня 1887 року в Оксфорді, Оксфордшир, у родині преподобного Френсіса Педжета, другого сина відомого британського хірурга сера Джеймса Педжета, 1-го баронета. Освіту здобув у Шрусберійській школі з 1901 по 1906 рік та в Королівському військовому коледжі в Сандгерсті у 1906—1907 роках. 13 листопада 1907 року Педжет отримав звання другого лейтенанта та призначення до Оксфордширського легкого піхотного полку, який у 1908 році став Оксфордширсько-Бакінгемширським легким піхотним полком.
З початком Першої світової війни в серпні 1914 року був ад'ютантом нового 5-го (обслуговуючого) батальйону Окс і Бакс, дислокованого в Олдершоті, який складався переважно з добровольців армії Кітченера. У травні 1915 року після кількох місяців підготовки Педжет вирушив з батальйоном на Західний фронт. 10 червня 1915 року він отримав звання капітана. 25 вересня 1915 року Педжет і його батальйон брали участь у битві при Лоосі; він був одним із двох офіцерів у батальйоні, які вижили в битві, із сімнадцяти, що вступили в бій, тоді як із 767 інших чинів лише 180 повернулися.
30 вересня 1915 року він прийняв тимчасове командування батальйоном. 20 листопада 1915 року Бернард Пейджет став бригадним майором 42-ї бригади. У листопаді 1915 року Педжета було нагороджено Військовим хрестом, а в січні 1918 року — орденом «За видатні заслуги». Він чотири рази згадувався в наказах і був п'ять разів поранений під час війни, зокрема дістав поранення лівої руки, яку він ніколи не відновив повністю. Після поранення 26 березня 1918 року Педжета було евакуйовано до Британії, де він став інструктором у Штабному коледжі в Кембриджі й залишався на цій посаді до кінця війни. Про війну Педжет просто писав: «Страшна бійня кайзерівської війни ніколи не повинна повторитися».
У міжвоєнний період продовжував службу в лавах британської армії. У 1920 році поступив на навчання до Штабного коледжу в Камберлі, а згодом повернувся туди як викладач (з 1926 по 1928 рік), де навчав значну кількість молодих офіцерів, які в майбутньому досягли високих чинів. У 1929 році здобув освіту в Імперському оборонному коледжі в Лондоні. Того ж року Педжет отримав звання полковника.
З 1932 по 1934 рік він був головним інструктором у Штабному коледжі у Кветті, Британська Індія (нині Командно-штабний коледж, Пакистан). Після служби у Військовому відомстві в Лондоні на посаді GSO1 з липня 1934 по січень 1937 Педжет відбув для подальшого проходження служби до Індії, де командував 4-ю піхотною бригадою у Кветті з 1936 по 1937 рік. З 1938 до 1939 року був комендантом Штабного коледжу в Камберлі.
Наприкінці листопада 1939 року очолив 18-ту піхотну дивізію, щойно створеної Територіальної армії. Командував британськими військами під час відходу під Ондалснесом у Норвегії весною 1940 року під час катастрофічної Норвезької кампанії.
У лютому 1941 року він отримав звання генерал-лейтенанта і став командувачем Південно-Східного командування. Південно-східне командування було відділене зі Східного командування і охоплювало графства Кент, Суррей і Сассекс і під його проводом перебували частини IV, XII корпусів, а також Канадський корпус. XII корпусом командував генерал-лейтенант Бернард Монтгомері, який був колегою-інструктором у штабному коледжі в 1920-х роках. Обом чоловікам вдалося підтримувати хороші робочі стосунки, Педжет визнавав досвід Монтгомері в тактиці та підготовці військ до бойових дій.
Бернард Пейджет командував 21-ю групою армій з червня по грудень 1943 року до того, як її очолив генерал Монтгомері. У січні 1944 року він став командувачем Середньосхідного командування британських військ на Близькому Сході. На цій посаді перебував до жовтня 1946 року, після чого пішов у відставку.
У травні-липні 1945 року Педжет за наказом прем'єр-міністра Вінстона Черчилля активно діяв під час Левантської кризи — його війська вторглися до Сирії з Трансйорданії, щоб приборкати там дії Франції, чого він досяг без жодних витрат. Його сили супроводжували французькі війська до їхніх пунктів постійної дислокації, вгомонивши в такий спосіб насильство та розрядивши обстановку.
16 лютого 1961 року у віці 73 років генерал Бернард Пейджет помер від серцевого нападу.